# Марцін Замойський
Мартин Замо́йський (пол. Marcin Zamoyski; бл. 1637 — 4 грудня 1689) — польський шляхтич, військовик, урядник та державний діяч Речі Посполитої. Представник шляхетського роду Замойських гербу Єліта. Четвертий ординат на Замості з 1674 року.

## Життєпис
Народивс близько 1637 року. Син підстолія львівського, каштеляна чернігівського Здзіслава Яна та Анни з Лянцкоронських (доньки львівського хорунжого Миколая Лянцкоронського) Замойських. 
1664 року гетьман Павло Тетеря разом з М. Замойським не змогли здобути Уманський замок. У 1656 р. мав звання королівського ротмістра. 
Посади (уряди): підстолій львівський з 1659 р., каштелян львівський з 1677 р.; брацлавський — з 1678 р., подільський — в 1682 р., любельський воєвода з 1682 р., великий коронний підскарбій  (1685—1689), староста белзький, плоскирівський, болемівський, ростоцький.
Фундатор костелу святої Катерини у Замості.
Помер 4 грудня 1689 року.

### Сім'я
Був одружений із Анною Францішкою Ґніньською. Шлюб взяли 1675 року, діти:
- Маріанна Тереза — дружина коронного конюшого Юрія Станіслава Дідушицького, фундаторка перебудови костелу єзуїтів,[3] каплиці Латинської катедри Львова
- Томаш Юзеф (?—1725) — п'ятий ординат на Замості, городоцький та плоскирівський староста, другий зять брацлавського воєводи Яна Потоцького
- Ян Франциск
- Міхал Здзіслав
- Марцін Леопольд.[2]